# 章自炳
章自炳（1580年—1643年），字美含，號岵梅，浙江金華府蘭谿縣人。明朝政治人物。

## 生平
万历四十三年（1615年）乙卯科浙江乡试举人，天啓五年（1625年）乙丑科進士，授行人，崇祯三年改任兵部主事，升任福建屯田参议，请复盐屯及清理盐弊，晋升按察副使。當時正值兵災，百業俱廢，自炳与民休息，廖监聚衆為亂，人情汹汹，章自炳晓谕其眾，立即解散。章自炳分首从定罪，全境頼以安定。晋升江西左参政，禁止貪污和請托，整飭保甲，兴辦学堂，免除雜稅，禁絕奸商，修练储备以戒備。未几，廣東瑤族地區發生叛亂，监军两广，平定了叛亂。在南方染上了病，又值龙南妖人煽動叛亂，自炳深入捣其巢穴，擒獲了賊首，最後病情惡化，呕血数升而卒。